# تشارلز مارشال
تشارلز مارشال (20 فبراير 1843 - 25 فبراير 1904) (بالإنجليزية: Charles Marshall)‏ هو لاعب كريكت بريطاني.